# Blaze of Glory
Blaze of Glory es el primer sencillo del álbum homónimo de Jon Bon Jovi en solitario. Alcanzó el número uno en las listas Billboard Hot 100 y Mainstream Rock en 1990, siendo este el único sencillo de Jon Bon Jovi en solitario en lograrlo. El tema fue creado por el propio Jon Bon Jovi para la película Young Guns II. En un principio, los realizadores del film habían pedido permiso a Jon para utilizar «Wanted Dead or Alive» en su película, pero el roquero pensó que la letra de la canción no encajaba con la cinta, así que les propuso crear una canción nueva, que finalmente se convirtió en un álbum completo del mismo nombre. En 1991 fue premiada con un Globo de Oro a la Mejor Canción Original, recibió una nominación al Óscar en la categoría de Mejor Canción de Película y consiguió el premio a la Canción de Pop/Rock Favorita en los American Music Awards.

## Posición en listas
| Lista (1990)                          | Posición |
| ------------------------------------- | -------- |
| Australia (ARIA)                      | 1        |
| Austria (Ö3 Austria Top 40)           | 2        |
| Bélgica (Flandes) (Ultratop 50)       | 21       |
| Belgium (VRT Top 30 Flanders)         | 13       |
| Canadá (Canadian Hot 100)             | 1        |
| Europe (Eurochart Hot 100)            | 15       |
| Finland (Suomen musiikkilistoilla)    | 2        |
| Irlanda (IRMA)                        | 3        |
| Países Bajos (Dutch Top 40)           | 18       |
| Países Bajos (Mega Single Top 100)    | 16       |
| Nueva Zelanda (Recorded Music NZ)     | 1        |
| Noruega (VG-lista)                    | 3        |
| Suecia (Sverigetopplistan)            | 3        |
| Suiza (Schweizer Hitparade)           | 5        |
| Reino Unido (Official Charts Company) | 13       |
| Estados Unidos (Billboard Hot 100)    | 1        |
| Estados Unidos (Mainstream Rock)      | 1        |
| US Cash Box                           | 1        |
| Alemania (Offizielle Deutsche Charts) | 16       |

| Lista (2007)                   | Posición |
| ------------------------------ | -------- |
| Estados Unidos (Digital Songs) | 45       |

| Lista (1990)                      | Posición |
| --------------------------------- | -------- |
| Australia (ARIA)                  | 20       |
| Europe (Eurochart Hot 100)        | 66       |
| Germany (Official German Charts)  | 87       |
| New Zealand (Recorded Music NZ)   | 4        |
| Switzerland (Schweizer Hitparade) | 22       |
| US Billboard Hot 100              | 10       |
| US Cash Box                       | 5        |

| Chart (1958–2018)    | Position |
| -------------------- | -------- |
| US Billboard Hot 100 | 421      |

## Premios

### Premios Óscar
| Año  | Categoría                         | Película      | Canción        | Resultado |
| ---- | --------------------------------- | ------------- | -------------- | --------- |
| 1991 | Óscar a la mejor canción original | Young Guns II | Blaze of Glory | Nominado  |

### Globo de Oro
| Año  | Categoría              | Película      | Canción        | Resultado |
| ---- | ---------------------- | ------------- | -------------- | --------- |
| 1991 | Mejor canción original | Young Guns II | Blaze of Glory | Ganador   |

### American Music Awards
| Año  | Categoría                | Canción        | Resultado |
| ---- | ------------------------ | -------------- | --------- |
| 1991 | Canción de Rock favorita | Blaze of Glory | Ganador   |